# Günter Lein

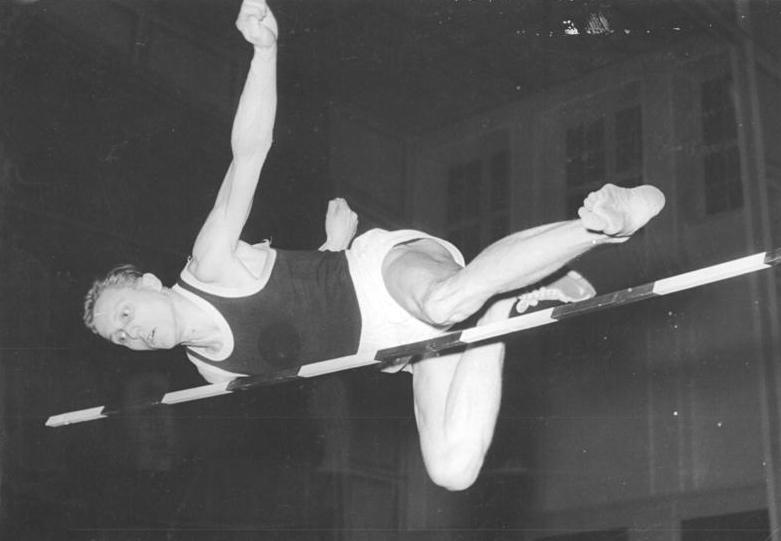
Günter Lein bei den internationalen DDR-Hallenmeisterschaften 1957

Günter Lein (* 22. Februar 1932 in Leipzig; † 27. Juli 2017) war ein deutscher Leichtathlet aus der Deutschen Demokratischen Republik (DDR), der in den 1950er Jahren dreimal DDR-Meister im Hochsprung war.
1954 gelang Lein mit dem zweiten Platz hinter Walter Meier die erste Platzierung unter den besten drei bei DDR-Meisterschaften. Von 1955 bis 1957 gewann Lein dreimal den Titel. 1958 und 1959 belegte er jeweils den zweiten Platz hinter Werner Pfeil, 1960 erreichte er hinter Pfeil und Gerd Dührkop den dritten Platz. 1955 wurde Lein Neunter bei den U.I.E-Sportwochen, der Universiade des Ostblocks; 1957 sprang er mit 2,01 m auf den vierten Platz.
Von 1,92 m 1955 bis 2,04 m sprang Lein elf DDR-Rekorde und war am 1. Juni 1957 der erste Hochspringer aus der DDR, der die Höhe von 2,00 m überwand. Seine Sprünge über 2,02 m, 2,03 m und 2,04 m im Jahr 1957 bedeuteten jeweils gesamtdeutschen Rekord. Am 7. Juni 1958 wurde Lein von Werner Pfeil als DDR-Rekordler und als gesamtdeutscher Rekordler abgelöst.
Lein begann seine Laufbahn bei der BSG Empor Lindenau, seine Meistertitel gewann er für den SC Rotation Leipzig. Lein war gelernter Technischer Zeichner, studierte aber an der DHfK und arbeitete nach seiner Laufbahn als Trainer.